# Begonia gunnerifolia
Begonia gunnerifolia là một loài thực vật có hoa trong họ Thu hải đường. Loài này được Linden & André mô tả khoa học đầu tiên năm 1875.